# إمارة بني كعب
الدولة الكعبية أو إمارة عربستان، هي إمارة عربية قامت في عربستان أو الأحواز. كانت تقع على رأس الخليج العربي، على حدود الإمبراطورية العثمانية من الغرب، وجبال زاغروس من الشرق.

## تاريخ

علم بني كعب في الأحواز والذي أستخدم أيضًا علمًا للإمارة.

هاجرت قبيلة بني كعب إلى إقليم عربستان من وسط العراق في منتصف القرن السابع عشر الميلادي، واستوطن قسم من هذه القبيلة في الجزء الجنوبي الغربي من حوض نهر كارون، وانتشر باقي أفراد القبيلة على ضفتي شط العرب شرقا وغربا. وشيدت قبيلة بني كعب مدينة «القبان» عاصمة لها ومقرا لإمارتها، وكان أول أمراء هذه الإمارة الكعبية هو الشيخ علي بن ناصر بن محمد، وهو من فخذ «البو ناصر» ـ أي بنو ناصر ـ وتولى الحكم في عام 1690م ويعتبر هذا زعامة بني كعب الشيخ سلمان بن سلطان الكعبي، واستفاد الشيخ سلمان بن ناصر من الفوضى التي عمّت إيران بعد وفاة حاكمها نادر شاه (تسلّم عرش فارس في سنة 1142هـ/1730م بعد أن نحى سيده الصفوي طهاسمب)، فبدأ الشيخ سلمان بن سلطان الكعبي بتوسيع نفوذ إمارته في جهة الشمال والشرق واصطدم بقبائل الأفشار واستطاع أن يتغلّب عليهم ويحتل عاصمتهم «الدورق» التي أبدل اسمها إلى «الفلاحية» واتخذها عاصمة ثانية له إلى جانب عاصمته السابقة «القبان». وبدخول بني كعب إلى مدينة الفلاحية، بدأت إمارة المشعشعين بالزوال بعد حكم دام عدة قرون، وقامت على أنقاضها إمارة بني كعب.
بلغت قوة الشيخ سلمان بن سلطان الكعبي درجة كبيرة، وتميزت شخصية هذا الأمير بالشجاعة والمهارة العسكرية والحنكة الدبلوماسية فهو رجل دولة ورجل حكم، لقد حاول باشا بغداد العثماني إخضاعه بالقوة العسكرية ولكنه عجز عن تحقيق ذلك. وكذلك حاول كريم خان الزند حاكم فارس عدة محاولات للسيطرة على الشيخ سلمان ولكن كل محاولاته ذهبت أدراج الرياح. وحاول الإنجليز بأسطولهم البحري القوي كسر شوكة الشيخ سلمان وفرض مصالحهم عليه، ولكنه تمكّن من دحرهم والانتصار عليهم بقوته البحرية وبرجال جيشه المخلصين له. وكان الشيخ سلمان يرسم الخطط السياسية الناجحة للاستفادة من المتناقضات والصراعات التي تدور وتحدث بين القوى العظمى (العثمانيون والفرس والإنجليز) المحيطة بإمارته، دون أن يخضع أو تبع لواحدة من هذه القوى المتصارعة، وتوفي الشيخ سلمان بن سلطان البوناصر سنة 1767م وكانت فترة حكمه من 1737م إلى 1767م تعتبر بحق الفترة الذهبية لقبيلة بني كعب، ويعتبر الشيخ سلمان من أعظم شيوخ إمارة بني كعب، لقد ازدهرت عربستان في زمانه ازدهارا لم تبلغ مثله من قبل. وبين عامي 1897 و1925 حكمها الشيخ خزعل الكعبي الذي غيّر اسمها إلى الناصرية. وبعد عام 1920م، باتت بريطانيا تخشى من قوة الدولة الكعبية، فاتفقت مع إيران على إقصاء أَمير عربستان وضم الإقليم إلى إيران. منح البريطانيون الإمارة الغنية بالنفط إلى إيران عام 1925 بعد اعتقال الأمير خزغل على ظهر طراد بريطاني. تم إعدام الأمير في السجن الإيراني وكانت هذه نهاية الدولة الكعبية.

## السقوط والزوال
سقطت آخر إمارة عربية في عربستان، وعاصمتها المحمرة، عندما تم اختطاف أميرها الشيخ خزعل الكعبي، من يخته إيفي، ووضعه قيد الإقامة الجبرية من قبل رضا خان عام 1925. في عام 1936 قُتل خزعل الكعبي في نومه. تم إلغاء الإمارة، وتم دمج عربستان في إيران الحديثة.

## حكام إمارة المحمرة
| الرقم | الحاكم       | الحكم        | الحياة   |
| ----- | ------------ | ------------ | -------- |
| 1     | مرداو الكعبي | المؤسس الأول | القرن 19 |
| 2     | يوسف الكعبي  | 1812 - 1819  | - 1819   |
| 3     | جابر الكعبي  | 1819 - 1881  | - 1881   |
| 4     | مزعل الكعبي  | 1881 - 1897  | - 1897   |
| 5     | خزعل الكعبي  | 1897 - 1925  | - 1936   |

## أهم الاحداث التي مرت على الدولة الكعبية
- 1732 م - احتل نادر شاه الافشاري إقليم الأهواز وقتل أميرها محمد بن عبد الله المشعشعي، وتزامنًا مع ذلك أخذت إمارة بني كعب تبرز على الساحة، بعد أن تمكن أمراؤها من مد نفوذهم في بعض أقسام المنطقة.
- 1747 م استولى مطلب بن عبد الله المشعشعي على الحويزة ومن ثم فرض سيطرته على مدن أخرى في الإقليم، مما أجبر الدولة الافشارية على الاعتراف رسميا بسلطة المشعشعيين في الحويزة.
- 1757 م - الشاه كريم خان زند غزا المنطقة، واستولى على بعض مدنها، ولكنه فشل في نهاية المطاف في إخضاع الإمارة الكعبية.
- 1765 م - هزيمة التحالف الإيراني العثماني البريطاني (شركة الهند الشرقية) أمام قوات سلمان بن سلطان الكعبي.
- 1821 م - وقعت الدولتان الإيرانية والعثمانية على معاهدة أرضروم الأولى والتي قسمت المنطقة إلى منطقتي نفوذ (عثمانية وإيرانية).
- 1837 م - غزت القوات العثمانية مدينة المحمرة واحتلتها، ومن ثم استولت على كافة أنحاء المنطقة.
- 1847 م - تخلت الدولة العثمانية عن المناطق التابعة لها في المنطقة، بموجب اتفاقية أخرى عُرفت باسم معاهدة أرضروم الثانية.
- 1857 م - اعترف ناصر الدين شاه القاجاري رسميا باستقلال المحمرة على أنها إمارة وراثية لها سيادتها وقوانينها الخاصة.
- 1888 م - فتح نهر كارون (دجيل) في المنطقة للمرة الأولى أمام الملاحة الدولية.
- 1897 م - اغتيال الأمير مزعل بن جابر الكعبي، واستلام شقيقه الأمير خزعل الحكم، والذي تحالف مع بريطانيا حفاظًا على استقلال إماراته من الدولتين الإيرانية والعثمانية. وقد لعب دورًا بارزًا في أحداث الربع الأول من القرن الماضي. قال عنه أمين الريحاني في كتابه (ملوك العرب): «إنه أكبرهم سنًا بعد الملك حسين (شريف مكة)، وأسبقهم إلى الشهرة، وقرين أعظمهم إلى الكرم».
- 1902 م - وعدت بريطانيا الأمير خزعل رسميًا بأنها ستقف في وجه أي هجوم أجنبي يستهدف إمارته.
- 1907 م - وقعت بريطانيا وروسيا القيصرية على معاهدة قسمت إيران إلى ثلاث مناطق نفوذ، بريطانية وروسية ومحايدة، إلا أن المنطقة لم تذكر في إطار تلك التقسيمات.
- 1908 م - اكتشاف البترول.
- 1910 م - منحت بريطانيا الأمير خزعل لقب «سير» ووسام K.C.I.E ومن ثم أوسمة وألقاب أخرى.
- 1914 م - ساهم اندلاع الحرب العالمية الأولى في تعزيز النفوذ البريطاني في المنطقة، وبالتالي فقد ساعد على تدعيم مكانة الأمير خزعل واستقلال إمارته. ودخلت القوات البريطانية ميناء عبادان للحفاظ على المنشآت النفطية.
- 1915 م - حرضت الدولة العثمانية العشائر العربية المناوئة لخزعل، وأهمها بني طرف، وربيعة، وبني لام، على الخروج علي حكمه، وإعلان الجهاد ضد القوات البريطانية المتحالفة معه.
- 1917 م - انتصار الثورة البلشفية في روسيا دفع بالقوى الغربية وخاصة بريطانيا إلى تغيير استراتيجيتها تجاه المنطقة، حيث أخذت تتخلى شيئًا فشيئًا عن دعمها لاستقلال إمارة الأمير خزعل لصالح كيان إيراني قوي وموحد يشكل حاجزًا استراتيجيًا أمام الشيوعيين الروس ومحاولاتهم الوصول للمياه الدافئة.
- 1921 م - إعلان فشل جهود الشيخ خزعل للفوز بعرش العراق.
- 1922 م - في إطار مساعيه للتصدي لمحاولات رضا شاه بهلوي، السيطرة على المنطقة، تحالف الشيخ خزعل مع العشائر البختيارية المناوئة لرضا خان.
- 1924 م - أعلن الشيخ خزعل مقاومته لسياسات رضا خان التوسعية، فقام بعرض قضيته على عصبة الأمم، وطلب من علماء الدين في النجف إصدار فتوى بتكفير رضا خان.
- 1925 م - احتل رضا خان المنطقة عسكريًا ونقل الشيخ خزعل للأسر في قلعة طهران، حيث وضع تحت الإقامة الجبرية، ومن ثم فرضت إيران سيطرتها على المنطقة.
- 1928 م - اندلعت انتفاضة شعبية في منطقة الحويزة، بقيادة الشيخ محي الدين الزئبق الذي تمكن من السيطرة على المنطقة لأكثر من ستة أشهر.
- 1936 م - قُتل الشيخ خزعل مسمومًا.
- 1940 م - اشتعلت انتفاضة كبيرة شاركت فيها قبائل عربية، وعلى زعامتها الشيخ حيدر بن طلال الكعبي والشيخ كوكز بن زامل الكناني والشيخ إبريج الخزرجي.
- 1941 م - احتلت القوات البريطانية المنطقة إبان الحرب العالمية الثانية.